# Витоки річки Інгулець
Ви́токи річки Інгуле́ць — комплексна пам'ятка природи загальнодержавного значення в Україні. Розташована в межах Знам'янського району Кіровоградської області, на північ від села Топило. 
Площа 7,1 га. Створена згідно з Указом Президента України від 20.08.1996 року № 715/96. Перебуває у віданні ДП «Чорноліське лісове господарство» (Богданівське лісництво). 
Природоохоронний статус надано з метою охорони та збереження природного комплексу балкової мережі з численними джерелами, що дають початок річці Інгулець, та місця зростання рідкісних і реліктових видів рослин, серед яких кульбаба червоноплода, гострокільник волосистий, а також астрагал шерстистоквітковий і хвощ великий, занесені до  Червоної книги України. Є ценози осоки колхідської.

## Галерея

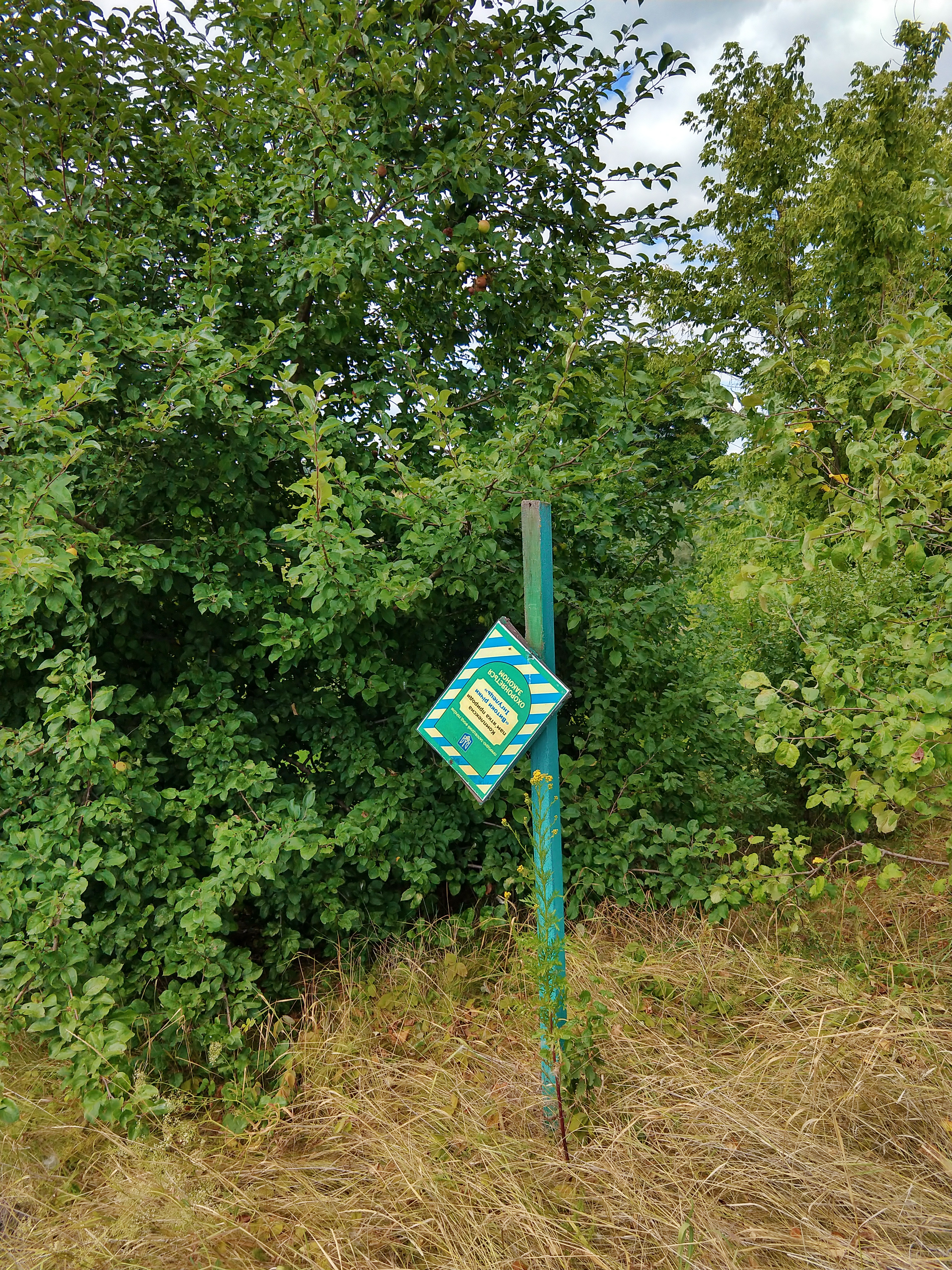
Витоки ріки Інгулець в яру
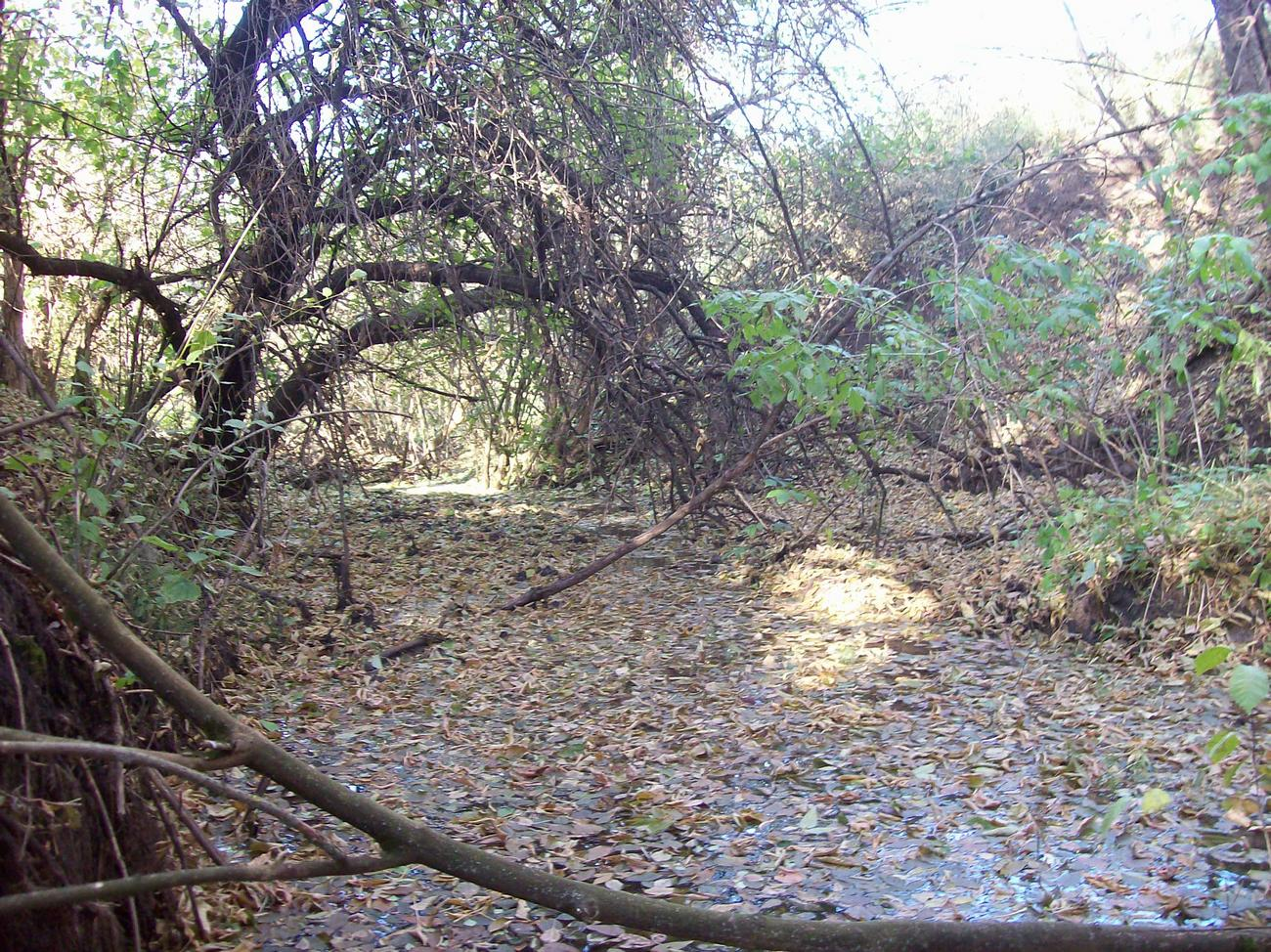
Заболочена балка
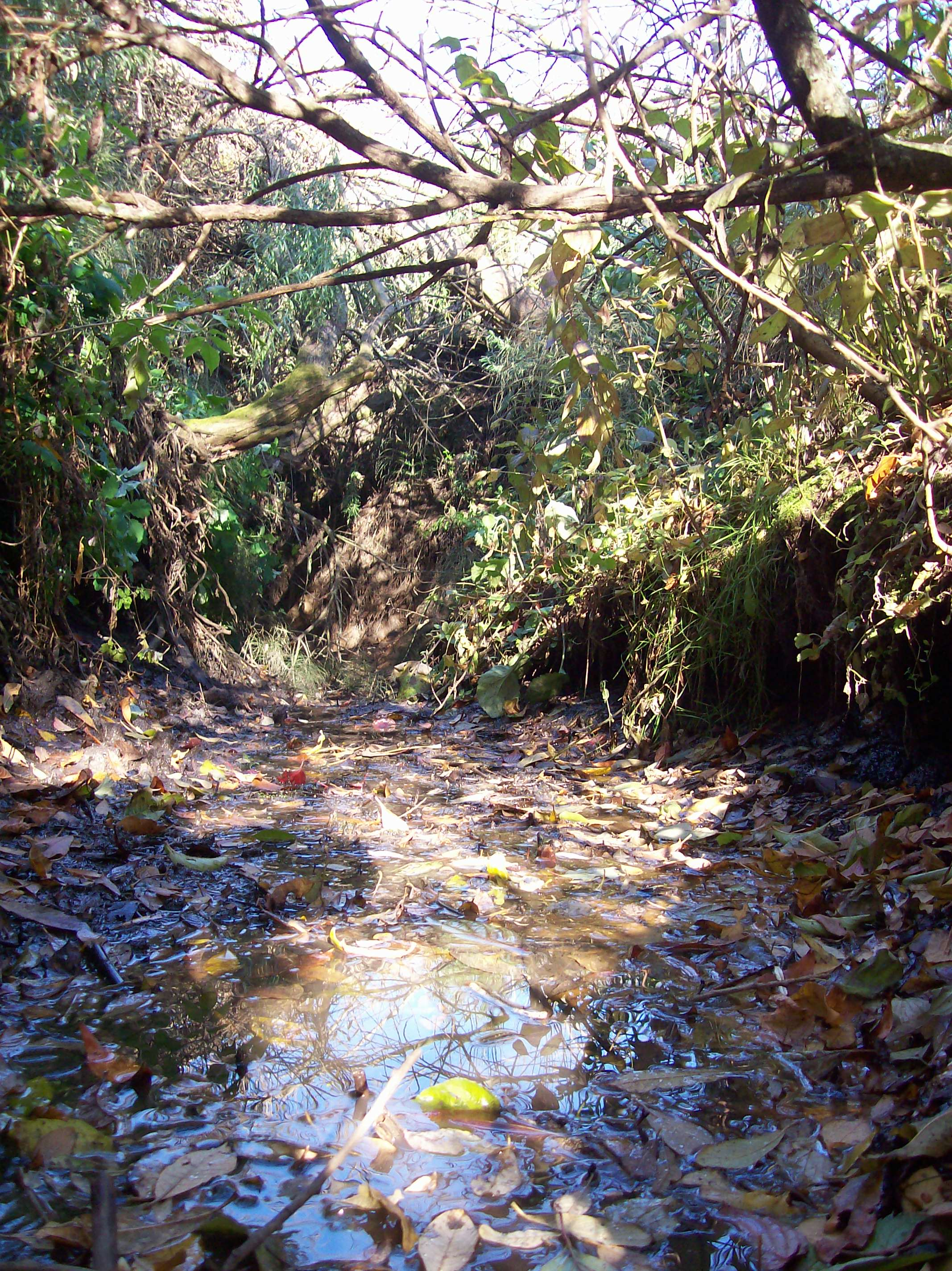
Витоки річки Інгульця